# Adicella eurysthene
Adicella eurysthene är en nattsländeart som beskrevs av Schmid 1994. Adicella eurysthene ingår i släktet Adicella och familjen långhornssländor. Inga underarter finns listade i Catalogue of Life.